# پیلاوالا
پیلاوالا (به لاتین: Pilawala) یک منطقهٔ مسکونی در سری‌لانکا است که در استان مرکزی (سری‌لانکا) واقع شده‌است.